# 標準治療
標準治療（ひょうじゅんちりょう）とは、科学的根拠に基づいた、利用できる現時点で最も効果的な治療。
大規模な臨床試験の結果をもとに専門家が科学的根拠に基づき検討の結果、その時点で治療効果と安全性が最良の治療であるとコンセンサスの得られている治療法を指す。日本では、基本的に健康保険が適用される。

## 概要
主にがん治療に関して多く使用される表現で、「標準」という言葉から「並み」であるとか、「上中下」の「中」という意味に解釈されやすいが、正しくは前述の意味である。有名人などが標準治療以外の、最先端の治療や民間療法を受けたとの報道がなされた場合などに、健康保険が適用されない、さらに上級の治療があるのではとの勘違いを生みやすいが、標準治療は、あくまでも科学的根拠に基づき最も推奨される治療法である。最先端の治療は、未だ開発中の試験的な治療を指し、治療効果や副作用は未証明である。これら最先端の治療が臨床試験で評価され、現在の標準治療よりも効果・安全性での優越性が証明されると、その治療が新たな「標準治療」となりうる。未承認の最先端の治療は、がんセンターなどで無償の臨床試験として、条件に合う治験者を募り行われる。巷間の最先端もどき治療は高額で効果・安全性が確認されない治療法であることがほとんどである。
抗がん剤治療と緩和療法が専門の医師押川勝太郎は、丸山ワクチンをはじめとする代替補完医療選択の結果、ステージⅢまでの乳がん、前立腺がん、肺がん、大腸がんの患者の生存曲線は、84ヶ月後で「代替補完医療なし＝約83％」「代替補完医療を選択＝約70％」と死亡リスクは約2倍（ステージⅡでは2.7倍、Ⅲでは8倍、乳がんでは8倍、肺がんで53倍、大腸がんで5.9倍）の大差がついているとしている。この理由は標準治療の拒否や、遅れが原因であると推測されるとし自身のYouTubeチャンネルを開設し、強く警告を発している。
標準治療成立までは非常に厳しい過程がある。新薬は年間約1000種出るが、実際に認可に至るのは約30種類に過ぎない。新薬開発では、基礎研究を経て、第1段階である臨床試験Phase1では人に使用する場合の安全性と要領・投与回数などを検討する。この時点で有効とされる治療が含まれる割合は3.4%である。第2段階である臨床試験Phase2で6.7%、第4段階の臨床試験Phase3で35.5%である。このすべての開発プロセスを終えるには、平均7年近くの月日と、平均800億円近い経費がかけられる。

### 認知度
「標準治療」の認知度は22.5%で、53.5%は「標準治療」という用語を聞いたことがないと回答。正答率は45.7％であった。「普通」「並み」「一般的な」治療との誤答率は29.6％、「基本的治療なので長時間変わらない」との誤答率が18.5％であった。その他、「最先端の治療」「保険が適用される治療」「最低限行われる治療」との誤解もあった。

### 問題点
標準治療は、実地医療では臨床試験に比べ効果が劣るのは、治療医の間では常識となっている。これは、臨床試験では、新薬開発に上述の経費がかけられ、絶対に失敗は許されないとする考えから、状態の良い患者だけが集められる。抗がん剤治療の現場では元気な患者ほど副作用が低いことは知られており、さらに臨床試験参加の患者には副作用が出た場合に手厚い管理や民間療法のサプリメントを厳格に禁止するなどの対策が取られるために、非常に良い成績が出るが、実地医療の現場ではそうではないためとされる。抗がん剤治療では、第一目標は「治療効果」ではなく、制がん効果があっても副作用が強すぎて継続できない場合は意味がなく、副作用の80％は自覚症状であることから、患者は副作用を主治医に報告し、医師は臨床試験でも行われているエビデンスに基づいた減量休薬を行わねばならないが、ガイドラインには「減量規定」はないことから、経験の浅い医師や無知な医師により漠然と投与が続けられる危険性（クックブックメディシン）があり、こうした点が「標準治療」の評判を落としている要因となっている。
外科医でがん研究会・がんプレシジョン医療研究センター所長の中村祐輔は、「標準治療」という方針の元、かつては、治療を自由に考えてきた医師が、患者ごとに治療や薬への反応が違うにもかかわらず、マニュアルどおりの治療さえしておけばいいと考えるようになる「医療のファストフード化」が進んでおり、患者の意向や要望にかかわらずに、画一的な治療を効率的に進めていく流れが出来上がっており、標準治療が適応できる患者には対応できるが、マニュアルにない病状の患者に対応できずに、患者との間に溝ができる、コミュニケーション能力が不足する医師が多くなっている弊害を指摘している。欧米ではすでに1990年代の「エビデンス革命」を経て、2000年代にはその反動のように「ナラティブ（物語）に基づいた医療」（NBM）が英国から広がり、2016年には「エビデンス医療の成果と限界」と題された論文が英インペリアル・カレッジ・ロンドンから発表された。中村はがん治療を劇的に進化させる現実的なシナリオが必要で、例えばがんは遺伝子異常が原因で発症するため、全患者へのゲノム解析検査の実施で原因を突き止め、そこに分子標的薬などのオーダーメイド治療を施すことで効果が格段に上昇するなどの方策があると考える。

## ガイドライン
日本語では「治療指針」。エビデンスのシステマティックレビューと複数の治療選択肢の利益と害の評価に基づき、患者ケアを最適化するための推奨を含む文書」（米国医学研究所:Institute of Medicine 2011）や「診療上の重要度の高い医療行為について、エビデンスのシステマティックレビューとその総体評価、益と害のバランスなどを考量し、最善の患者アウトカムを目指した推奨を提示することで、患者と医療者の意思決定を支援する文書」（Minds 2016）と定義されている。
世界で行われた数多くの臨床試験により、毎年国内外で開催される学会で多くの研究結果が報告されるが、これらの最新情報をもとに専門家が集い討議を重ね、その時点で最善だとするコンセンサスの得られた治療法が「標準治療」となり、この合意事項をまとめたものが「ガイドライン」で医療者向けに公開される。日本では、1998年から1999年にかけて厚生労働省・医療技術評価推進検討会が、科学的根拠に基づく医療の普及を目的としてガイドラインの作成に研究助成を行うことが決定され、作成が促がされた。ガイドラインは、医療専門家だけではなく、医師以外の医療者、患者と家族、介護者などにも、診療内容が簡単に理解できるよう、推奨される診療の可視化とコミュニケーション・ツールとしての役割を果たしている。